# Huperzia robusta
Huperzia robusta là một loài thực vật có mạch trong Họ Thạch tùng. Loài này được (Klotzsch) Holub mô tả khoa học đầu tiên năm 1985.